# Aalst-Veen

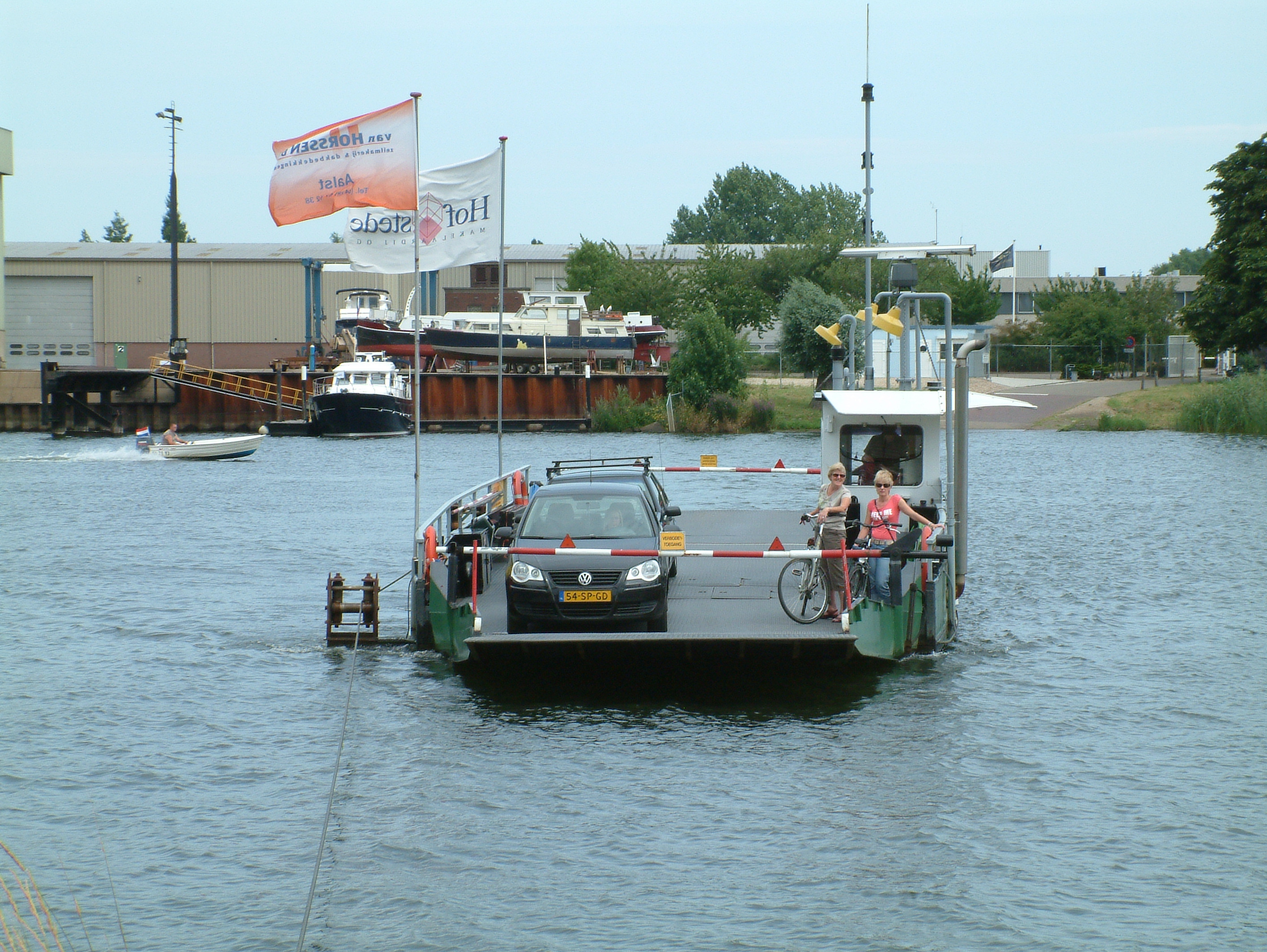
Pontveer Aalst ~ Veen Nr.1

Aalst-Veen is een veerdienst die wordt onderhouden voor verkeer tussen het Noord-Brabantse Veen en het Gelderse Aalst over de Afgedamde Maas. De dienst werd geëxploiteerd door de gemeente Zaltbommel, maar vanaf 1 januari 2010 heeft deze de uitvoering van de dienst overgedragen aan de gemeente Gorinchem. Van het veer maken veel scholieren met de fiets gebruik.
Er wordt gevaren bij verkeersaanbod, maar niet op zondag. Maar op velerlei verzoek is in juli en augustus 2012 een twee maanden durende proef gehouden om (beperkt) op zondag te varen. Regelmatige gebruikers kunnen zich aanmelden voor een sms-service om op de hoogte gebracht te worden van plotselinge stremmingen.
De veerdienst werd tot 18 juli 2013 uitgevoerd met de pont Pontveer Aalst ~ Veen Nr.1 . Het schip werd in 1934 gebouwd bij A. Vuijk & Zonen's Scheepswerven NV, Capelle a/d IJssel. Het mag maximaal 69 personen of in totaal 5000 kilo vervoeren. Sindsdien vaart een nieuwe pont, de Veerkracht, die pas was gebouwd voor de Veerdienst Gouderak-Moordrecht, maar daar door de komst van de nieuwe Gouderakse brug over de Hollandsche IJssel bij Gouda niet meer rendabel was.

## Geschiedenis
Voor het traject van Veen naar Aalst was het veerrecht voorbehouden aan de heer van Veen. Het overzetten in de andere richting kwam aan de heer van Aalst toe. Na de Franse tijd werd het Veense veerrecht door het Rijk overgenomen, dat van Aalst bleef tot in de jaren 1960 in particuliere handen.
In december 1882 kwam het toenmalige roeibootje in aanvaring met een stoomboot. Veerman Vos en zijn passagier konden ternauwernood worden gered door de bemanning van de stoomboot van 's-Hertogenbosch naar Rotterdam, die net in Veen had aangelegd.
Midden op de rivier ramde in 1902 stoomboot Neutraal III het bootje, waarmee de veerman twee meisjes wilde overzetten. De veerman en één meisje overleefden de ramp, maar de veertienjarige Kaatje van Os uit Waardhuizen verdronk.
In de jaren zestig werd het voortbestaan van het veer zeer onzeker. Pachter Van Heiningen verlengde in 1964 zijn contract niet. Een jaar later werd de pont afgekeurd, onder andere omdat een gat op oude schipperswijze was gedicht met een zij spek zonder dat te laten repareren.
Omdat veel inwoners van Aalst en Wijk de pont sterk misten, nam de gemeente Brakel, waar Aalst onder viel, in 1966 de volledige veerrechten over. Er werden twee veerponten aangeschaft met een financiële bijdrage van de gemeente Veen en de veerdienst werd in ere hersteld. Jarenlang is deze pont geëxploiteerd door de familie Haubrich.